# The Little Black Pom
The Little Black Pom è un cortometraggio muto del 1911 diretto da Lewin Fitzhamon.

## Trama
Un uomo vende il cane della moglie. Quando cerca di riprenderlo indietro, si pensa che sia un ladro.

## Produzione
Il film fu prodotto dalla Hepworth.

## Distribuzione
Distribuito dalla Hepworth, il film - un cortometraggio di 152 metri - uscì nelle sale cinematografiche britanniche nel giugno 1911.
Si conoscono pochi dati del film che, prodotto dalla Hepworth, fu distrutto nel 1924 dallo stesso produttore, Cecil M. Hepworth. Fallito, in gravissime difficoltà finanziarie, il produttore pensò in questo modo di poter almeno recuperare il nitrato d'argento della pellicola.